# Chi Việt quất
Chi Việt quất (danh pháp khoa học: Vaccinium) là một chi chứa các loài cây bụi trong họ Thạch nam (Ericaceae), bao gồm các loại việt quất, mạn việt quất v.v. Chi này chứa khoảng 450 loài, chủ yếu sinh trưởng ở khu vực lạnh của Bắc bán cầu, mặc dù có một số loài nhiệt đới cũng như một vài loài sinh sống biệt lập tại khu vực Madagascar và Hawaii. Các loài trong chi này ưa thích các khu vực với thảm thực vật thấp và thưa, cũng như các cánh rừng thưa. Tên gọi Vaccinium đã từng được sử dụng để chỉ một loại quả mọng (có lẽ là việt quất quả đen V. myrtillus) trong tiếng Latinh kinh điển, nhưng nguồn gốc của từ này là không rõ ràng; nó không có gì gắn liền với vacca: "của con bò/gắn liền với con bò", mà có thể là sự sửa đổi sai lạc của từ baca/bacca: quả mọng trong tiếng Latinh.
Quả phát triển từ bầu nhụy hạ, là dạng quả mọng.
Các loài trong chi Vaccinium bị ấu trùng của một số loài cánh vẩy phá hại – xem Danh sách các loài cánh vẩy phá hại việt quất.

## Phân loại
Phân loại của chi này là phức tạp và nó vẫn đang được nghiên cứu và rà soát lại; nhưng nói chung người ta phân ra thành 2 phân chi cùng một vài nhánh:
Phân chi OxycoccusMạn việt quất (tiểu hồng môi), với phần thân không hóa gỗ, mảnh dẻ, dẻo và bò hoặc leo với các cánh hoa cong về phía sau. Một số nhà thực vật học coi Oxycoccus như là chi riêng biệt.
- Nhánh Oxycoccus
  - Vaccinium macrocarpon (mạn việt quất Mỹ)
  - Vaccinium microcarpum (mạn việt quất nhỏ)
  - Vaccinium oxycoccus (mạn việt quất thông thường)
- Nhánh Oxycoccoides
  - Vaccinium erythrocarpum (mạn việt quất núi phương nam)

Phân chi VacciniumTất cả các loài còn lại, với thân gỗ đứng thẳng, dày hơn và các hoa hình chuông.
- Nhánh. Batodendron
  - Vaccinium arboreum (Sparkleberry) (hình ảnh Lưu trữ ngày 17 tháng 4 năm 2009 tại Wayback Machine)
  - Vaccinium crassifolium (việt quất bò)
- Nhánh Brachyceratium
  - Vaccinium dependens
- Nhánh Bracteata
  - Vaccinium acrobracteatum
  - Vaccinium barandanum
  - Vaccinium bracteatum: Ỏng ảnh hồng, sơn trâm lá hoa, việt quất lá bắc to, cà lao
  - Vaccinium coriaceum
  - Vaccinium cornigerum
  - Vaccinium cruentum
  - Vaccinium hooglandii
  - Vaccinium horizontale
  - Vaccinium laurifolium
  - Vaccinium lucidum
  - Vaccinium myrtoides
  - Vaccinium phillyreoides
  - Vaccinium reticulatovenosum
  - Vaccinium sparsum
  - Vaccinium varingifolium
- Nhánh Ciliata
  - Vaccinium ciliatum
  - Vaccinium oldhamii
- Nhánh Cinctosandra
  - Vaccinium exul
- Nhánh Conchophyllum
  - Vaccinium corymbodendron
  - Vaccinium delavayi
  - Vaccinium emarginatum
  - Vaccinium griffithianum
  - Vaccinium meridionale
  - Vaccinium moupinense (việt quất Himalaya)
  - Vaccinium neilgherrense
  - Vaccinium nummularia
  - Vaccinium retusum
- Nhánh Cyanococcus (các loài việt quất thật sự)
  - Vaccinium angustifolium (việt quất bụi thấp)
  - Vaccinium boreale (việt quất phương bắc)
  - Vaccinium caesariense (việt quất New Jersey)
  - Vaccinium corymbosum (việt quất xanh)
  - Vaccinium darrowii
  - Vaccinium elliottii
  - Vaccinium formosum
  - Vaccinium fuscatum (việt quất đen bụi cao; đồng nghĩa V. atrococcum)
  - Vaccinium hirsutum
  - Vaccinium koreanum
  - Vaccinium myrsinites (việt quất thường xanh)
  - Vaccinium myrtilloides (việt quất Canada)
  - Vaccinium pallidum (việt quất đất khô) (hình ảnh Lưu trữ ngày 25 tháng 4 năm 2009 tại Wayback Machine)
  - Vaccinium simulatum
  - Vaccinium tenellum
  - Vaccinium virgatum (việt quất mắt thỏ; đồng nghĩa V. ashei)
- Nhánh Eococcus
  - Vaccinium fragile
- Nhánh Epigynium
  - Vaccinium vacciniaceum
- Nhánh Galeopetalum
  - Vaccinium chunii
  - Vaccinium dunalianum
  - Vaccinium glaucoalbum
  - Vaccinium urceolatum
- Nhánh Hemimyrtillus
  - Vaccinium arctostaphylos
  - Vaccinium cylindraceum
  - Vaccinium hirtum
  - Vaccinium padifolium
  - Vaccinium smallii
- Nhánh Myrtillus
  - Vaccinium calycinum
  - Vaccinium cespitosum
  - Vaccinium deliciosum
  - Vaccinium dentatum
  - Vaccinium membranaceum
  - Vaccinium myrtillus (việt quất quả đen)
  - Vaccinium ovalifolium (việt quất Alaska; đồng nghĩa V. alaskaense)
  - Vaccinium parvifolium (việt quất đỏ)
  - Vaccinium praestans
  - Vaccinium reticulatum
  - Vaccinium scoparium
- Nhánh Neurodesia
  - Vaccinium crenatum
- Nhánh Oarianthe
  - Vaccinium ambyandrum
  - Vaccinium cyclopense
- Nhánh Oreades
  - Vaccinium poasanum
- Nhánh Pachyanthum
  - Vaccinium fissiflorum
- Nhánh Polycodium
  - Vaccinium stamineum (đồng nghĩa V. caesium) (hình ảnh Lưu trữ ngày 25 tháng 4 năm 2009 tại Wayback Machine)
- Nhánh Pyxothamnus
  - Vaccinium consanguineum
  - Vaccinium floribundum
  - Vaccinium ovatum (việt quất California)
- Nhánh Vaccinium
  - Vaccinium uliginosum (việt quất đầm lầy; đồng nghĩa V. occidentale)
- Nhánh Vitis-idaea
  - Vaccinium vitis-idaea